# نوف هجليل
نوف هچليل (بالعبريَّة: נוֹף הַגָּלִיל)، هي مدينة إسرائيلية تقع في المنطقة الشمالية، تأسست في عام 1957 باسم الناصرة العليا أو نتسرات عيليت قُرب مدينة الناصرة، لتكون بمثابة ثقل موازن لليهود في الجليل، وتم تخطيطها لتشرف على مدينة الناصرة العربية ومرج بن عامر، وتصبح مركزًا إداريًا للمنطقة. بلغ عدد سكانها في عام 2018 قرابة 41,169 نسمة، وتبلغ مساحتها نحو 32.5 كم2. أصبحت مدينة في عام 1974. تم تغيير اسمها في عام 2019 إلى «نوف هچليل» بعد استفتاء وافق فيه 80% من الناخبين على التغيير.

## تاريخ

### النشأة
تم إنشاء الناصرة العليا أو نتسرات عيليت في أوائل عقد 1950 عندما تم إنشاء مدن تنموية مثل كرمئيل وبيت شان. كانت هناك أسباب اقتصادية وأمنية لتطوير مدينة في هذه المنطقة، لكن بحسب شيمون لاندمان، مدير إدارة الأقليات بوزارة الداخلية، كانت الانتخابات البلدية في الناصرة في عام 1954، والتي أصبح فيها الحزب الشيوعي الإسرائيلي أكبر فصيل، مصدر قلق. وقد أُقيمت الناصرة العليا أو نتسرات عيليت عام 1956، كجزء من قرار رئيس الحكومة الإسرائيلي في حينه، دافيد بن غوريون، ضمن مخطط «تهويد الجليل» ولابتلاع مدينة الناصرة العربية ولجعلها هي والقرى المجاورة تخضع لها من حيث احتياجات السكان العرب إلى الخدمات الرسمية التي يضطرون الحصول عليها من هذه المستوطنة، وقامت الحكومة بنقل كل دوائرها الموجودة بالناصرة العربية إلى الناصرة العليا. وبها أقيم مجمعات صناعية وتجارية ذات اهمية كبيرة لتُصبح المدينة المركزية. وفقًا للمؤرخ وفقًا للمؤرخ يوفال نئمان، صرّح مدير التخطيط في الجيش الإسرائيلي، يوفال نيمان، بأن المدينة «ستحمي الطابع اليهودي للجليل ككل، و... تُظهر سيادة الدولة على السكان العرب أكثر من أي عملية تسوية أخرى». وكتب فورمان أنَّ نتسرات عيليت كانت تهدف إلى «التغلب على الناصرة عدديًا واقتصاديًا وسياسيًا».
في عام 1954، تم تخصيص قطعة أرض تبلغ مساحتها 1,200 دونم، كان نصفها تقريباً تابع لمدينة الناصرة، وذلك بناءً على قانون سمح بمصادرة الأراضي لأغراض عامة. وتم مصادرة أراضي تابعة لعدد القرى المجاورة لمدينة الناصرة مثل المشهد وإكسال والرينة وعين ماهل، بعد مصادرتها وهذا الأمر اوجد استياء كبير وعارم من قبل المواطنين العرب في البلاد. وصلت الاحتجاجات على هذا الإجراء إلى المحكمة العليا في إسرائيل، والتي قبلت في عام 1955 قرار الحكومة بأن الغرض الوحيد من مصادرة الأرضي هو إقامة منشآت حكومية. ومع ذلك، فقد تقرر بالفعل استخدام 109 دونمات فقط لهذا الغرض بالمقابل تم الإستمرار بالتخطيط للأحياء السكنية. تم الانتهاء من المساكن الأولى في سبتمبر عام 1956 ونقل أول السكان في وقت لاحق من ذلك العام.

### الوضع الحالي
في البداية تمت الإشارة إلى المدينة باسم «الحي اليهودي» في الناصرة، ثم باسم كريات نتسريت. رفض دافيد بن غوريون اسم «الناصرة عيليت»، بسبب علاقة الاسم بالديانة المسيحية، وإقترح تغيير الاسم إلى «كيرات» وهي كلمة توراتية تعني مدينة كبيرة، ولكن التغيير لم يحدث حيث تم اعتماد اسم نتسرات عيليت (الناصرة العليا) في عام 1958. وفي عام 1961، تم الاعتراف بنتسرات عيليت في مقام بلدية. وقد استوعبت نتسرات عيليت المُهاجرين الجدد بسنوات السبعين وسنوات التسعين من القرن العشرين وكان أغلبيتهم من الروس عدا عن موجة هجرة الإثيوبيَّة. واخذت عائلات عربية كثيرة بالسكن فيها والإقامة بشكل ثابت  نتيجة الازمة السكنية الخانقة في الناصرة العربية التي يعيشونها منذ فترة طويلة من الزمن. وهذه الزيادة سببت مشكلة عنصرية في أوساط اليهود المتطرفين والتي اخذت تنادي بطرد وترحيل العرب من نوف هچليل. حيث بلغت نسبة السكان العرب 25% من سكان المدينة وهي بتزايد.
وبعد 62 عاماً على اقامتها يقرر تغيير اسم المدينة وهذا لقي الكثير من المعارضة ووجهات النظر المختلفة، في نوفمبر من عام 2018، أعلن عمدة المدينة رونين بلوت عن نيته لإعادة تسمية المدينة بسبب الخلط مع مدينة الناصرة، وقد أقترح عدة أسماء لتسمية المدينة لكن بالنهاية تقرر ان يكون الاسم المقترح اسم يوحى من الطبيعة ولا يأخذ صبغة توراتية عبرية صهيونية وعليه تقر الاسم الجديد «نوف هچليل» عام 2019. وقال بلوت في نفس السياق عن سبب تغيير التسمية «أنَّ الناصرة هي المدينة العربية الأكبر في إسرائيل، ونتسيرت عيليت هي المدينة اليهودية الأكبر في الجليل. ونحن نعيش في حسن جوار، ولكن في الواقع هناك سلطتان مختلفتان، مع هوية وشخصية مختلفين». وسبب التغيير للتمييز بين الناصرة العربية والناصرة العليا وأن يكون اسم الناصرة بعيد عن اسم مدينة أخرى ملاصقة لها، هكذا قيل. وقد تم إجراء استفتاء بين السكان للموافقة على الاسم الجديد. وشارك حوالي 10,000 من السكان في الإستفتاء، أي حوالي 18% من الناخبين، وصوّت حوالي 80% من الناخبين لصالح تغيير اسم المدينة. وفي 21 يونيو من عام 2019، تم تغيير الاسم رسميًا إلى نوف هچليل.
هناك حضور للقائمة المشتركة في بلدية نوف هچليل وأعضائها من العرب ويرأسها شكري عواودة نائب رئيس البلدية في المدينة. وهذه القائمة تعمل على مصالح العرب في المدينة ورعاية شؤونها ومن القضايا المطروحة اقامة مدرسة عربية في نوف هچليل لإستيعاب الطلاب العرب وغيرها.

## ديموغرافيا

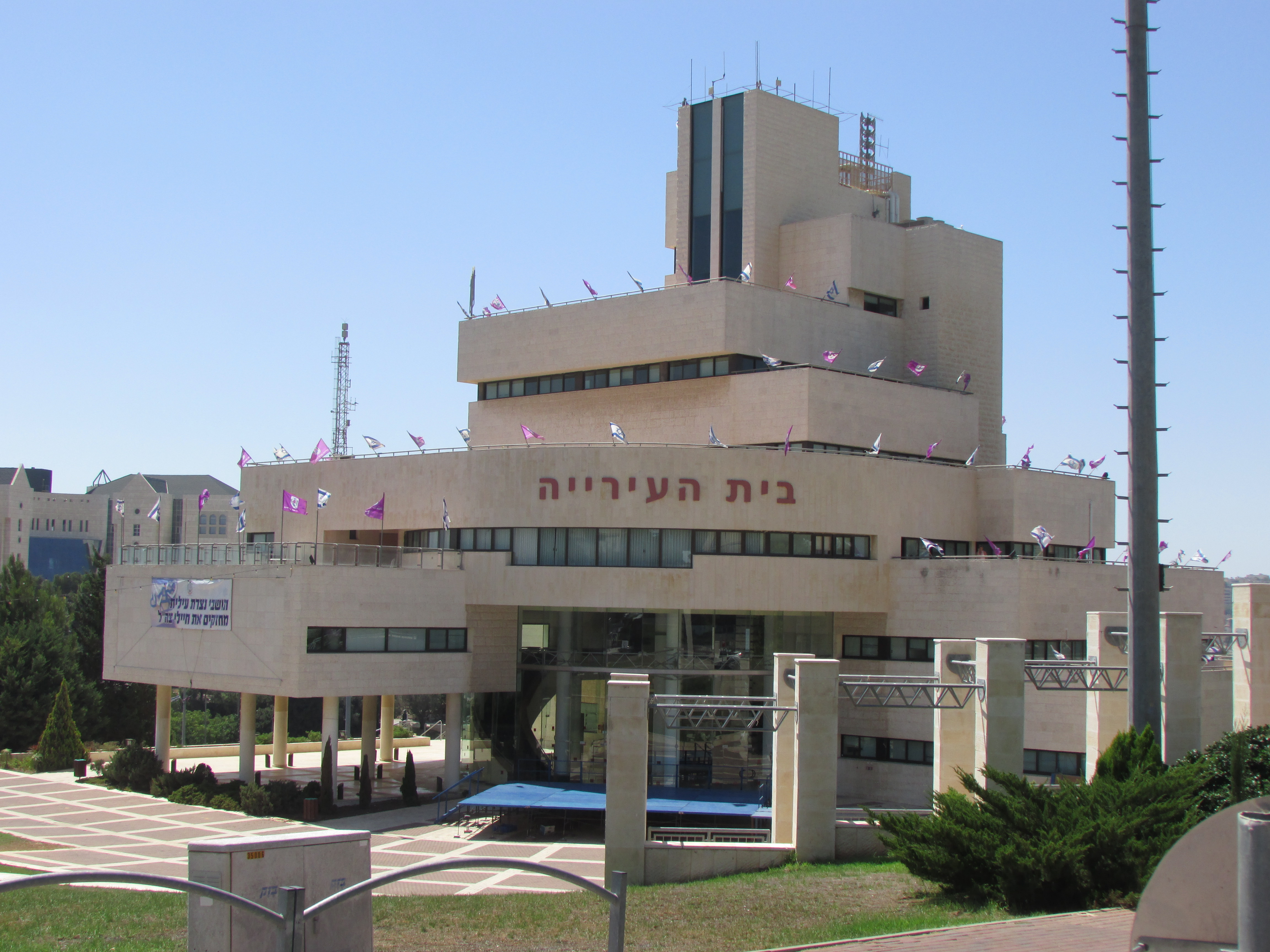
مبنى بلديَّة نوف هچليل.

وفقاً لمعطيات دائرة الإحصاء المركزية الإسرائيلية في عام 2017، كان التركيب العرقي والديني للمدينة يتشكل من حوالي 59.3% من اليهود، وحوالي 25.8% من العرب (منهم حوالي 16.6% مسيحيون عرب وحوالي 9.1% مسلمون عرب). وتعود أصول معظم السكان العرب في المدينة إلى مدينة الناصرة والقرى العربية المجاورة لها. في التسعينيات من العشرين، كانت نوف هچليل أسرع المدن النامية في البلاد بمعدل نمو يقارب 70%. شمل الوافدون الجدد مهاجرين جدد من دول الاتحاد السوفيتي السابق وأمريكا الجنوبية، وكذلك الأزواج الشابة. في عام 2012، شكلّ العرب حوالي 17% من مجمل سُكان المدينة البالغ تعدادهم آنذاك 40,000 نسمة.
منذ ذلك الحين، تضاءل عدد سكان المدينة بسبب فشلها كمركز تجاري وصناعي. وهكذا، غادر جزء كبير من السكان الأصغر سناً، مما أدى إلى تغيير التركيبة السكانية للمدينة.
في عام 2017 نما عدد السكان بمعدل نمو سنوي بلغ 0.9%. وكانت في المرتبة الخامسة من أصل عشرة في المؤشر الاجتماعي-الاقتصادي في عام 2015. وبلغت نسبة المؤهلين للحصول على شهادة الثانوية العامة أو البجروت بين طلاب الصف الثاني عشر في المدارس الحكوميَّة بين عام 2016 وعام 2017 حوالي 69.7%. وكان متوسط الراتب الشهري للسكان في نهاية عام 2016 هو 7,206 شيكل جديد بالمقارنة مع المتوسط الوطني حوالي 8,913 شيكل جديد.

## الاقتصاد

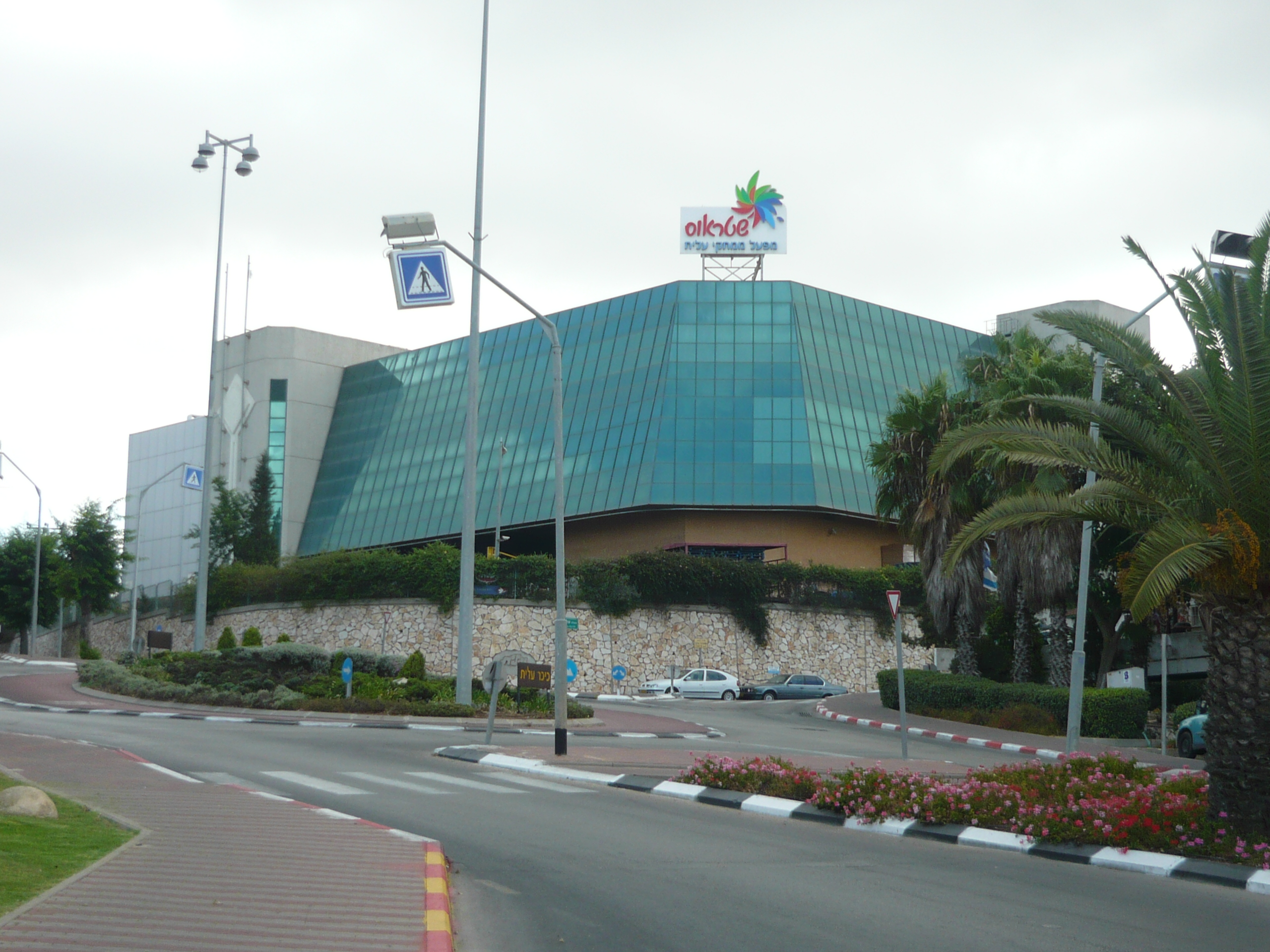
مصنع شتراوس إيليت للشوكولاتة.

تعمل نوف هچليل كمركز صناعي وتجاري وخدمات للمجتمعات المحيطة. تعتبر الصناعة بُنية تحتية أساسية سواء من حيث الحجم والموقع في اقتصاد المدينة وحياتها، حيث أن بعض المناطق الصناعية المنشأة سابقًا خارج المدينة تقع الآن على مقربة من الأحياء السكنية المتنامية للمدينة. يوجد بالمدينة خمس مناطق صناعية، منها منطقة هر-يونا. ويوجد حوالي 100 مصنع مختلف يعمل في المناطق الصناعية. ويوجد مركز للتسوق في المدينة، وسوق حضري في مبنى داخلي وعدد من مراكز التسوق. كما ويعمل في مصنع شتراوس إيليت للشوكولاتة في المنطقة الصناعية بالمدينة أكثر من 600 عامل.
خطط برنامج «الناصرة 2000»، والذي تم إعداده لزيارة البابا يوحنا بولس الثاني لمدينة الناصرة المُجاورة، لإنشاء بنية تحتية سياحية في المنطقة لوصول العديد من السياح. تم بناء فندقين فخمين على حدود المدينة، ولكن على ما يبدو بسبب انخفاض السياحة في أعقاب أعمال الشغب التي اندلعت في أكتوبر عام 2000، إحتلها إدارة الأراضي الإسرائيلية.